# Agrostis pauciflora
Agrostis pauciflora é uma espécie de gramínea do gênero Agrostis, pertencente à família Poaceae.